# Chiesa di Santa Maria Assunta (Albano di Lucania)
La chiesa di Santa Maria Assunta, detta anche chiesa di Santa Maria Maggiore, è la parrocchiale di Albano di Lucania, in provincia di Potenza e diocesi di Tricarico; fa parte della zona pastorale della Val Basento.

## Storia
La chiesa venne probabilmente costruita nel XIV secolo; nel 1588 ricevette la visita del vescovo di Tricarico Giovanni Battista Santoni.
Nel Settecento fu eretta la torre campanaria a nel 1792 la parrocchiale venne dotata dell'altare maggiore e della balaustra, entrambi in marmi policromi.
L'intitolazione della chiesa fu mutata nel XIX secolo da Beata Vergine della Neve a Santa Maria Assunta; nel 1857 l'edificio venne danneggiato da un evento sismico.
Nel 1924 si procedette all'apertura sul lato meridionale della parrocchiale dell'ingresso secondario e all'edificazione del pronao neoclassico; negli anni quaranta l'interno venne interessato da alcuni interventi di finitura.
La cuspide del campanile fu distrutta da una folgore nel 1963, per poi venir ripristinata quattro anni dopo; nel medesimo decennio si provvide ad adeguare la chiesa alle norme postconciliari mediante l'aggiunta dell'ambone e dell'altare rivolto verso l'assemblea.
Il terremoto dell'Irpinia del 1980 arrecò alla struttura alcune lesioni, che furono sanate entro il 1987 con un restauro condotto dal Provveditorato alle Opere Pubbliche.

## Descrizione

### Esterno
La romanica facciata a salienti della chiesa, rivolta a occidente e rivestita in pietra, presenta centralmente il portale d'ingresso a sesto acuto e un oculo circolare, mentre ai lati vi sono due finestrelle a sesto ribassato sormontate da ulteriori due oculi.
Sul fianco destro dell'edificio, che volge a mezzogiorno, si apre un secondo ingresso, protetto da un portico tetrastilo le cui colonne, di ordine tuscanico, sorreggono il timpano triangolare.
Annesso alla parrocchiale è il campanile a base quadrata, la cui cella presenta su ogni lato una monofora a tutto sesto ed è coronata dalla guglia poggiante sul tamburo circolare.

### Interno

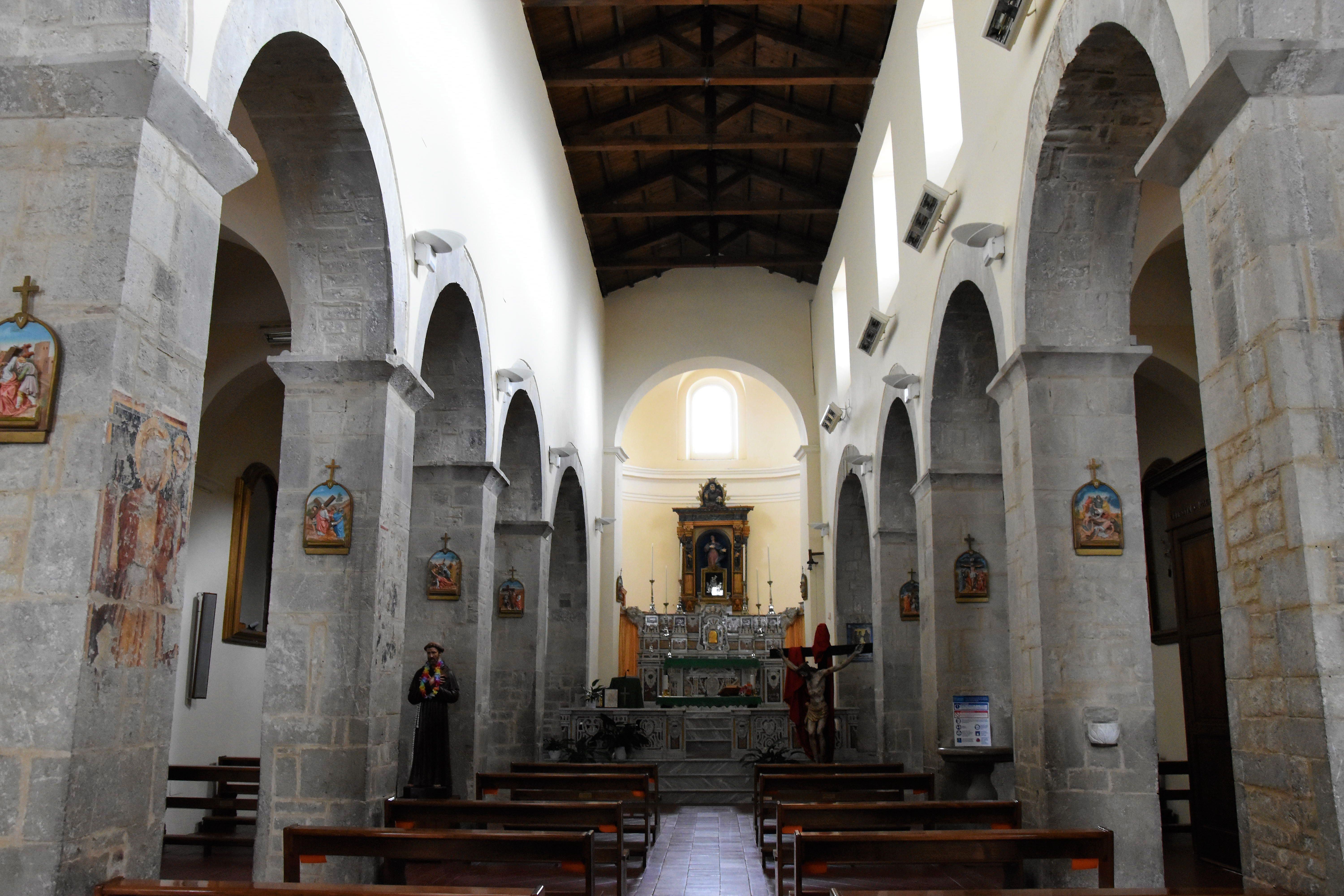
L'interno

L'interno dell'edificio è suddiviso da pilastri sorreggenti archi a tutto sesto in tre navate, di cui la centrale coperta da capriate sorreggenti il tetto e le laterali voltate con cupolette a pianta quadrangolare; al termine dall'aula si sviluppa il presbiterio, rialzato di tre gradini, delimitato da balaustre, ospitante l'altare maggiore e chiuso dall'abside semicircolare.
Qui sono conservate diverse opere di pregio, tra le quali la raffigurante dell'Immacolata, eseguita nel 1581 da Rinaldo Fiammingo, la tela con soggetto la Madonna della Neve, attribuita a Cornelio Ferraro, la pala ritraente la Madonna del Rosario, firmata da Giovanni De Gregorio detto il Pietrafesa, la croce processionale del XVII secolo, il dipinto che rappresenta l'Ultima Cena, attribuibile a Teodoro d'Errico, l'organo, costruito nel 1756, e la tela raffigurante la Tentazione di Sant'Antonio Abate, eseguita da Antonio Masini.